# Мицын, Григорий Петрович
Георгий Петрович Мицын, (род. 31 августа 1943, Челябинск, РСФСР, СССР, Заслуженный конструктор Российской Федерации, Кандидат технических наук.

## Биография
Родился 31 августа 1943 года в городе Челябинске. Окончил школу № 121 (Челябинск).
Трудовую деятельность начал на Челябинском тракторном заводе (ЧТЗ) в 1960 году слесарем-сборщиком дизель-моторного цеха.
В 1965 году окончил Автотракторный факультет Челябинского политехнического института (ныне — Южно-Уральский государственный университет) по специальности «Двигатели внутреннего сгорания» и был направлен в ОГК (Отдел Главного Конструктора) «ЧТЗ им. В. И. Ленина». Работал инженером-конструктором, руководителем конструкторской группы, а с 1974 года — начальником КБ (конструкторского бюро). Принимал активное участие в общественно-политической жизни отдела и всего предприятия. Был членом заводского комитета ВЛКСМ.
С 1986 года — заместитель начальника ГСКБ (Головного Специализированного Конструкторского Бюро)- заместитель главного конструктора объединения по эксплуатации, заместитель начальника ГСКБ — заместитель главного конструктора по общетракторным вопросам.
С 1991 года — начальник ГСКБ по промышленным тракторам и двигателям к ним — главный конструктор ПО «ЧТЗ им. В. И. Ленина».
С 1997 года — первый заместитель генерального конструктора ГСКБ — главный конструктор ОАО «ЧТЗ».
С 2005 года — заместитель технического директора ООО «ЧТЗ-УРАЛТРАК» по перспективным и опытным конструкторским разработкам.
Принимал ведущее участие в создании двигателей 8 ДВТ 330/400. Провёл работы по научному обоснованию рациональной номенклатуры и норм расхода запчастей для тракторов класса 10 тонн (Т-130, Т-160, Т-170, Т10).
Разработал модели тракторов Т10.0000, ДЭТ-320, семейство типизированных тракторов Т1, Т2, Т3; колёсных дорожных машин: виброкатка ВК-24, погрузчика ПК-5, бульдозера БК-1 с гидрообъёмной трансмиссией, дизель-генераторной установки ДГУ-100, дизель-гидравлической станции ДГС-12.
Руководил работами по созданию гусеничных машин двойного назначения, способных выполнять основные виды сельскохозяйственных работ и использоваться с дорожно-строительным оборудованием; по разработке и внедрению в серийное производство инженерных машин на базе серийных тракторов Т-170, Т10 — бульдозеров-рыхлителей, погрузчиков и трубоукладчиков.
Автор 38 печатных работ, 4 учебных пособий, 22 авторских свидетельств и патентов РФ на изобретения, 19 из которых внедрены в производство.
Кандидат технических наук (2003), диссертация «Повышение эффективности тракторных агрегатов путем совершенствования навесных систем».
Профессор кафедры «Автомобили», Автотракторного факультета ЮУрГУ (1999).
Отец — Мицын, Пётр Васильевич.

## Награды и премии
- Заслуженный конструктор РФ, (2001)[5].
- Кандидат технических наук, (2003)[3].
- Отмечен заводским золотым Знаком отличия в труде, (2005).